# رولف أندرسن
رولف أندرسن (بالنرويجية البوكمول: Rolf Andersen)‏ هو دبلوماسي نرويجي، ولد في 25 يوليو 1897، وتوفي في 25 يوليو 1980.